# Wells County, North Dakota
Wells County är ett administrativt område i delstaten North Dakota, USA. År 2010 hade countyt  4 207 invånare. Den administrativa huvudorten (county seat) är Fessenden. 

## Geografi
Enligt United States Census Bureau har countyt en total area på 3 343 km². 3 293 km² av den arean är land och 50 km² är vatten.

### Angränsande countyn
- Benson County - nord
- Eddy County och Foster County - öst
- Stutsman County - sydöst
- Kidder County - syd
- Sheridan County - väst
- Pierce County - nordväst